# Atractus orcesi
Atractus orcesi — вид змій родини полозових (Colubridae). Мешкає в Колумбії і Еквадорі.

## Поширення і екологія
Atractus orcesi мешкають на східних схилах Центрального хребта Колумбійських Анд (на південь від Національного парка Куева-де-лос-Гуачарос) та на східних схилах Еквадорських Анд (на південь до  провінції Морона-Сантьяго). Вони живуть у вологих тропічних лісах, на висоті від 500 до 3000 м над рівнем моря, переважно на висоті до 1000 м над рівнем моря.